# Pleurotomella leucomata
Pleurotomella leucomata är en snäckart som först beskrevs av Dall 1881.  Pleurotomella leucomata ingår i släktet Pleurotomella och familjen kägelsnäckor. Inga underarter finns listade i Catalogue of Life.